# Monochamia
Monochamia là một chi bướm đêm thuộc phân họ Tortricinae của họ Tortricidae.

## Các loài
- Monochamia monochama Razowski, 1997